# Foglalkoztatottság
A foglalkoztatottság, foglalkoztatási arány vagy foglalkoztatási ráta egy adott gazdaság munkaerőpiacának fontos jelzőszáma.
A Gazdasági Együttműködési és Fejlesztési Szervezet (OECD) meghatározása szerint a munkában állóknak a teljes munkaképes korú népességhez viszonyított százalékos aránya.
A munkaképes kor országonként változó, az OECD-országokban általában 15 és 64 éves kor között. A munkában állás definíciója szintén nem egységes, az ILO (Nemzetközi Munkaügyi Szervezet) szerint például ehhez elegendő a bizonyos időszakra meghatározott egyórányi fizetett munka.
A foglalkoztatottságot nem csak egy teljes gazdaságra lehet megadni, vizsgálni lehet egyes korcsoportok, illetve a nemek foglalkoztatottságát is.
Magyarország foglalkoztatási rátája a középmezőnyben van az OECD-országok közt.
Lásd még:
- Foglalkoztatottság Magyarországon
- Országok listája foglalkoztatottság szerint

## Foglalkoztatási problémák
Egy gazdaságban az alacsony foglalkoztatottság mély szerkezeti problémákat jelezhet, ugyanakkor arra is utalhat, hogy a gazdaságnak munkaerőpiacán mozgósítható tartalékai vannak - mindez attól függően, hogy mi az alacsony ráta oka.
Az alacsony foglalkoztatottság oka lehet a magas munkanélküliségi arány, amelyet sok minden okozhat, például a munkaerő képzetlensége, a gazdaság rossz struktúrája, az elégtelen szabályozási környezet és infrastruktúra, a magas adók miatt elmaradó beruházások stb. Oka lehet többek közt a feketegazdaság magas aránya, az elterjedt adóelkerülés, a munkajövedelmek legalacsonyabb szintjéhez képest túl nagylelkű szociális ellátási rendszer (például a szociális segélyek viszonylag magas szintje, vagy a túl jó feltételekkel biztosított korai nyugdíjba vonulás).